# Liste des comtes de Troyes
 (février 2022).
Si vous disposez d'ouvrages ou d'articles de référence ou si vous connaissez des sites web de qualité traitant du thème abordé ici, merci de compléter l'article en donnant les références utiles à sa vérifiabilité et en les liant à la section « Notes et références ».
Depuis le IXe siècle, les comtes de Troyes ont été à la tête d’un ensemble territorial qui a évolué au fil des siècles, le comté de Troyes.
Ce titre de noblesse a été définitivement supprimé en 1125 après l'union des comtés de Troyes et de Meaux, au profit de la Champagne, sous le comte Thibaut II.

## Premier comté de Troyes (820-956)
- 820-852 : Aleran († 852)[1]
- 853-858 : Eudes Ier de Troyes († 871), probablement frère aîné de Robert le Fort, marié à Wandilmodis. Pour s'être révolté, Eudes Ier est destitué en 858
- 858-866 : Rodolphe de Ponthieu († 866), avoué de Saint-Riquier, abbé laïc de Jumièges, oncle de Charles II le Chauve.
- 866-871 : Eudes Ier à nouveau (incertain).
- 871-876 : Eudes II de Troyes, fils du précédent
- 876-886 : Robert Ier dit Porte Carquois, frère du précédent. Marié à Gisèle, fille de Louis II le bègue
- 886-893... : Adalelme, ou Alleaume, fils d'Émenon, comte de Poitiers et d'une sœur de Robert Ier. Il est l'époux d'une Ermengarde.
- ...901-918...: Manassès Ier l'Ancien, fidèle de Richard le Justicier, second époux d'Ermengarde, ce qui légitimerait son accès au comté[2].
- ...925-931...: Richard, fils de Garnier de Sens, peut-être également par mariage.
- ...936-956: Gilbert de Chalon, en tant que fils de Manassès l'Ancien et après la destitution d'une parties des honneurs de Richard.
- 956-967 : Robert de Vermandois, comte de Meaux (943-967) , fils d'Herbert II. Il devient comte de Troyes (956-967) grâce à son mariage avec Adélaïde Werra, fille de Gilbert de Chalon. C'est la dernière grande transmission par les femmes avant l'an Mil.

## Comtes de Meaux et de Troyes (956-1089)
En transférant son fief à son gendre en 956, le comte Gilbert initie la formation de la future Champagne.
Les deux comtés furent de nouveau séparés en 1089, partagés entre les fils du comte Thibaud Ier.

### Comtes herbertiens
| Portrait | Nom | Règne      | Autres titres                | Notes |
| -------- | --- | ---------- | ---------------------------- | --- |
|          | Robert Ier de Vermandois, ou Robert Ier de Meaux (av. 920 – 29 août 966)                                              | 956 – 966  | Comte de Meaux               | Fils d'Herbert II de Vermandois, il fut d'abord comte de Meaux à la mort de son père en 943 puis comte de Troyes après son mariage en 956 avec Adelaïde de Chalon, fille du comte Gilbert. |
|          | Herbert IV de Vermandois, Herbert III de Meaux, ou Herbert II de Troyes, dit Herbert le Jeune (vers 950 – † vers 995) | 966 – 995  | Comte de Meaux Comte d'Omois | Fils du précédent, il hérite du comté de l'Omois après la mort de son oncle Herbert III vers 980.                                                                                          |
|          | Étienne Ier de Vermandois, ou Étienne Ier de Troyes († vers 1022)                                                     | 995 – 1022 | Comte de Meaux Comte d'Omois | Fils du précédent, il meurt sans descendance entre 1021 et 1023 et aurait désigné son cousin germain Eudes II, à la tête du puissant comté de Blois, à sa succession.                      |

### Comtes thibaldiens
| Portrait | Nom                                                                              | Règne            | Autres titres | Notes |
| -------- | -------------------------------------------------------------------------------- | ---------------- | --- | --- |
|          | Eudes II de Blois, dit Eudes le Champenois (vers 985 – 15 novembre 1037)         | 1022 – 1037      | Comte de Blois Comte de Tours Comte de Chartres Comte de Châteaudun Comte de Provins Comte de Reims Comte de Beauvais Comte de Sancerre Comte de Meaux | Petit-fils de premier comte de Blois, Thibaud le Tricheur et de Liutgarde de Vermandois, il hérita des comtés de Troyes et de Meaux de son cousin et forme l’ensemble bléso-champenois pour la première fois. Également fils de Berthe de Bourgogne, il revendiqua le royaume des Deux-Bourgognes à partir de 1032, mais fut défait près de Bar-le-Duc 5 ans plus tard. |
|          | Étienne II de Troyes († 1047)                                                    | 1037 – 1047      | Comte de Meaux | Fils d'Eudes II et d'Ermengarde d'Auvergne. |
|          | Eudes III de Champagne († vers 1115/1118)                                        | 1047 – vers 1066 | Comte de Meaux | Fils d'Étienne II, la régence est d'abord assurée par son oncle Thibaud III, qui le fait vassal du comté de Blois. Eudes se révolte mais fut vaincu en en 1066. |
|          | Thibaut III de Blois, ou Thibaut Ier de Champagne (vers 1019 – † septembre 1089) | vers 1066 – 1089 | Comte de Blois Comte de Tours Comte de Chartres Comte de Châteaudun Comte de Provins Comte de Sancerre Comte de Meaux Seigneur de Château-Thierry      | Fils ainé du comte Eudes II de Blois, il hérita du domaine ligérien, mais refusa de reconnaître et de faire hommage au roi capétien Henri Ier. Ce-dernier lui « retira » définitivement le comté de Tours qu'il donne à son allié Geoffroy Martel, après la bataille de Nouy. Il reconstitua le domaine bléso-champenois de son père en se débarrassant de son neveu Eudes III de Champagne, et élève définitivement la Champagne en tant que comté. Il se maria avec une fille de l'ennemi de son père : Gersende du Maine. |

À la mort de Thibaut III de Blois et Ier de Champagne, les deux comtés constituant la Champagne furent séparés entre ses fils : Étienne II de Blois, l'aîné, reçut le Comté de Meaux.

## Second comté de Troyes (1089-1125)
| Portrait | Nom                                          | Règne       | Autres titres                        | Notes |
| -------- | -------------------------------------------- | ----------- | ------------------------------------ | --- |
|          | Eudes III de Troyes (vers 1062 – † 1093)     | 1089 – 1093 |                                      | Fils cadet de Thibaut III de Blois et d'Adélaïde de Valois, demi-frère d'Étienne II de Blois. Meurt en 1093 sans descendance. |
|          | Hugues Ier de Champagne (vers 1074 – † 1126) | 1093 – 1125 | Comte de Vitry Comte de Bar-sur-Aube | Frère benjamin du précédent, il s'intitule comte de Champagne 1102 à la mort de leur demi-frère aîné Étienne II ; époux de Constance, fille de Philippe Ier. En 1125, il est fait templier de l'Ordre du Temple et cède la Champagne à son neveu Thibaud II de Champagne, alias Thibaud IV de Blois. |

En léguant son comté en 1125 à son neveu, Thibaud IV de Blois, la Champagne est unifiée de manière définitive.
Voir ensuite la liste des comtes de Champagne.

## Vicomté de Troyes
La règle de droit public carolingien imposant de nommer un vicomte en cas de pluralité de détention de charges comtales, Troyes dispose d'un vicomte, tandis que le titulaire des droits comtaux reste effectivement un membre de la Maison de Blois. Vers 1100, il s'agit de la famille de Montlhéry, sans qu'on puisse savoir si la charge (en ce temps féodalisée) est advenue à Milon de Monthléry ou à la famille de son épouse Lithuise.
Troyes devint ensuite une vicomté dépendant des comtes de Champagne.
La vicomté de Troyes se fragmente très rapidement au XIIe siècle entre les nombreux descendants de la famille de Monthléry. Le siège de la vicomté est en bordure de l'enceinte Ouest (faisant face à Sens) de la nouvelle enceinte urbaine de Troyes.